# Anders Jæger
Anders Jæger-Amland, precedentemente noto anche come Jæger-Synnevag (Oslo, 29 luglio 1989) è un copilota di rally norvegese, vincitore di due prove iridate in coppia con Andreas Mikkelsen, con cui gareggia dal 2016.

## Carriera

### Gli esordi con Veiby
Jæger disputò la sua prima gara da copilota nel 2014, al Mountain Rally Norway, in Norvegia, a bordo di una Toyota Celica GT-Four pilotata dal connazionale Bernt Kollevold. Nello stesso anno passò a navigare il conterraneo Ole Christian Veiby, col quale esordì nel mondiale al Rally di Catalogna del 2014, ritirandosi dalla gara con una Citroën DS3 R3. 
Con Veiby disputò anche la stagione 2015, partecipando a gare del campionato europeo ma soprattutto alle serie iridate WRC-3 e Junior WRC, entrambe concluse al secondo posto finale in classifica generale, sempre al volante di una DS3 R3T.

### La carriera con Mikkelsen
Nel mondiale 2016 iniziò a competere stabilmente con Andreas Mikkelsen, affrontando l'intera stagione con la terza Volkswagen Polo R WRC  della squadra ufficiale Volkswagen Motorsport. 

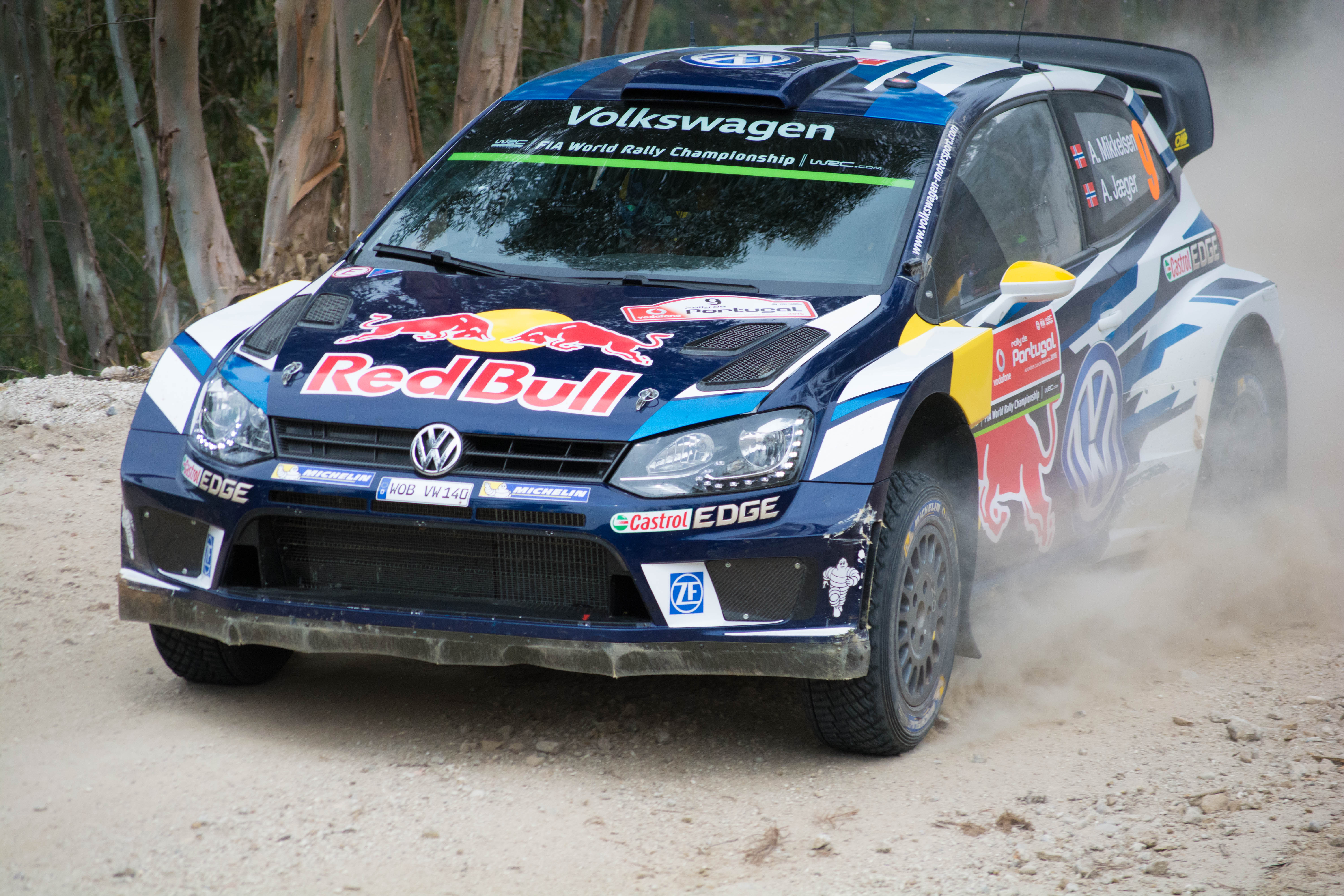
Jæger e Mikkelsen con la Polo R WRC, al Rally del Portogallo 2016

 Alla prima gara stagionale, il Rally di Monte Carlo, Jæger ottenne il suo primo podio in carriera terminando secondo dietro ai compagni di squadra Sébastien Ogier e Julien Ingrassia; centrò infine la sua prima vittoria al Rally di Polonia, ripetendosi poi in Australia e classificandosi al terzo posto nella graduatoria generale del campionato copiloti a fine stagione.

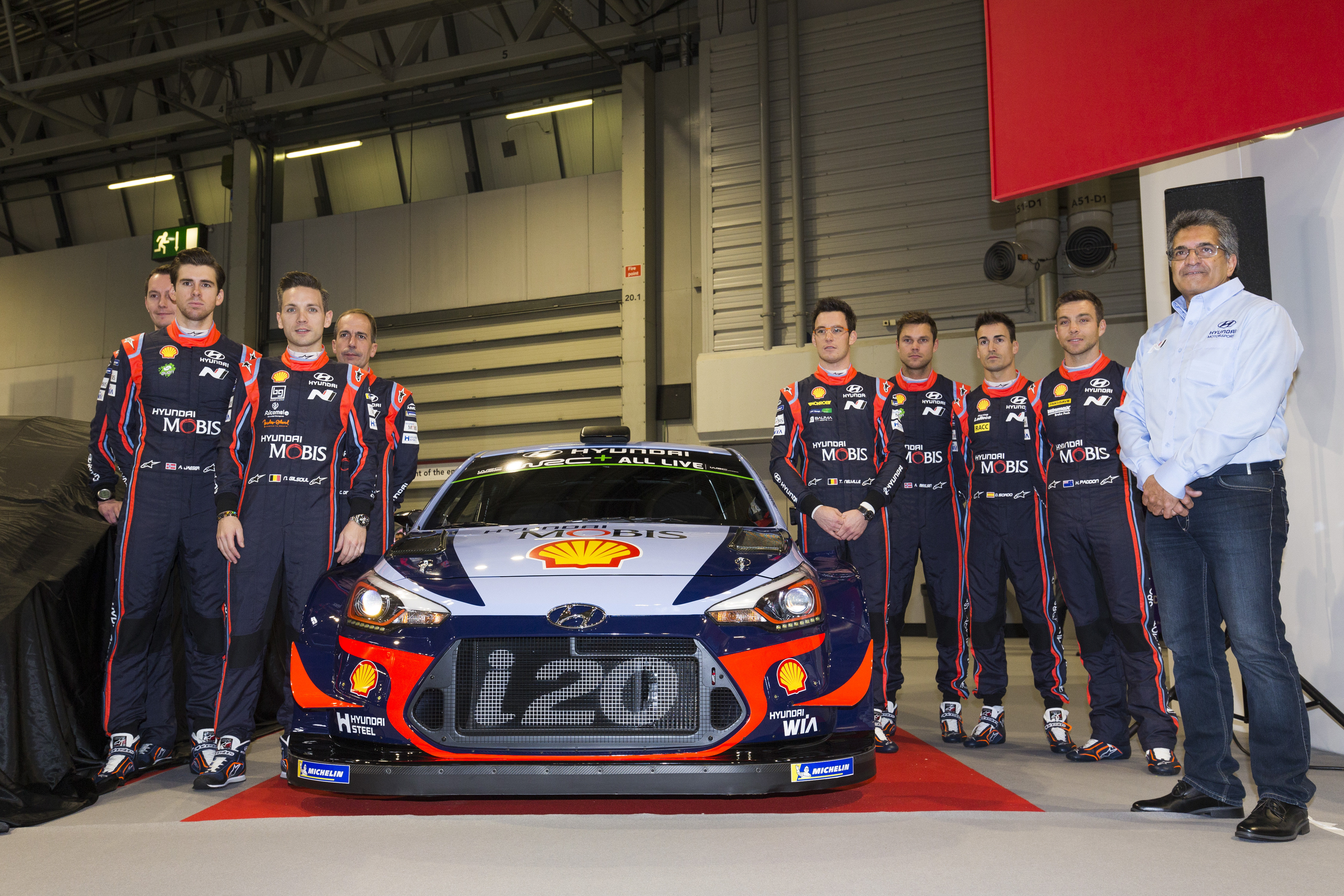
Jæger, il secondo da sinistra, alla presentazione della squadra Hyundai nel 2018

Il 2017 fu una stagione movimentata per la coppia, con numerosi cambi di scuderia: disputarono infatti le prime tre gare con una Škoda Fabia R5 per il team Škoda Motorsport, impegnato in WRC-2, per poi tornare a guidare un'auto della massima categoria per la squadra Citroën Total Abu Dhabi WRT, che affidò loro per alcune gare la nuova C3 WRC con la quale furono secondi in Germania. A partire dal Rally di Catalogna si accasarono definitivamente con la Hyundai Motorsport, con cui terminarono la stagione.
Per il 2018 i vertici della casa sudcoreana li promossero a piloti ufficiali, affidando loro una i20 Coupe WRC per disputare tutte le gare del campionato a fianco della coppia Neuville/Gilsoul.
Nel 2019 saltarono tre gare iridate ma riuscirono comunque a concludere la stagione al quarto posto finale, alle spalle delle coppie Tänak/Järveoja, Neuville/Gilsoul e Ogier/Ingrassia, con tre podi conquistati e ulteriori cinque piazzamenti a punti, contribuendo inoltre alla conquista del primo titolo costruttori nella storia della casa sudcoreana.

## Vittorie nel mondiale rally

### WRC-3/Junior WRC
| Nº | Anno | Rally                      | Pilota              | Vettura            | Squadra       |
| -- | ---- | -------------------------- | ------------------- | ------------------ | ------------- |
| 1  | 2015 | 63° Rally di Svezia        | Ole Christian Veiby | Citroën DS3 R3 Max | Printsport Oy |
| 2  | 2015 | 71° Rally di Gran Bretagna | Ole Christian Veiby | Citroën DS3 R3 Max | Printsport Oy |

### WRC-2
| Nº | Anno | Rally                    | Pilota            | Vettura        | Squadra          |
| -- | ---- | ------------------------ | ----------------- | -------------- | ---------------- |
| 1  | 2017 | 85° Rally di Monte Carlo | Andreas Mikkelsen | Škoda Fabia R5 | Škoda Motorsport |
| 2  | 2017 | 60º Tour de Corse        | Andreas Mikkelsen | Škoda Fabia R5 | Škoda Motorsport |

### WRC
| Nº | Anno | Rally                 | Pilota            | Vettura               | Squadra                  |
| -- | ---- | --------------------- | ----------------- | --------------------- | ------------------------ |
| 1  | 2016 | 73º Rally di Polonia  | Andreas Mikkelsen | Volkswagen Polo R WRC | Volkswagen Motorsport II |
| 2  | 2016 | 25º Rally d'Australia | Andreas Mikkelsen | Volkswagen Polo R WRC | Volkswagen Motorsport II |

## Risultati nel mondiale rally

### WRC
| 2014 | Scuderia | Vettura        |  |  |  |  |  |  |  |  |  |  |  |     |    |  |  |  | Punti | Pos. |
| ---- | -------- | -------------- |  |  |  |  |  |  |  |  |  |  |  | --- | -- |  |  |  | ----- | ---- |
| 2014 |          | Citroën DS3 R3 |  |  |  |  |  |  |  |  |  |  |  | Rit | 34 |  |  |  | 0     |      |

| 2015 | Scuderia      | Vettura            |    |    |  |  |    |  |    |    |  |  |    |    |    |  |  |  | Punti | Pos. |
| ---- | ------------- | ------------------ | -- | -- |  |  | -- |  | -- | -- |  |  | -- | -- | -- |  |  |  | ----- | ---- |
| 2015 | Printsport Oy | Citroën DS3 R3 Max | 25 | 21 |  |  | 35 |  | 22 | 22 |  |  | 71 | 48 | 23 |  |  |  | 0     |      |

| 2016 | Scuderia                 | Vettura               |    |    |     |   |    |    |   |   |   |   |    |     |     |   |  |  | Punti | Pos. |
| ---- | ------------------------ | --------------------- | -- | -- | --- | - | -- | -- | - | - | - | - | -- | --- | --- | - |  |  | ----- | ---- |
| 2016 | Volkswagen Motorsport II | Volkswagen Polo R WRC | 23 | 42 | Rit | 3 | 23 | 13 | 1 | 7 | 4 | C | 32 | Rit | 122 | 1 |  |  | 154   | 3º   |

| 2017 | Scuderia                                                           | Vettura                                                |   |  |  |   |  |     |   |    |  |   |    |    |     |  |  |  | Punti | Pos. |
| ---- | ------------------------------------------------------------------ | ------------------------------------------------------ | - |  |  | - |  | --- | - | -- |  | - | -- | -- | --- |  |  |  | ----- | ---- |
| 2017 | Škoda Motorsport, Citroën Total Abu Dhabi WRT e Hyundai Motorsport | Škoda Fabia R5, Citroën C3 WRC e Hyundai i20 Coupe WRC | 7 |  |  | 7 |  | Rit | 8 | 93 |  | 2 | 18 | 45 | 134 |  |  |  | 54    | 12º  |

| 2018 | Scuderia                | Vettura               |     |   |   |   |    |    |     |    |   |   |   |    |    |  |  |  | Punti | Pos. |
| ---- | ----------------------- | --------------------- | --- | - | - | - | -- | -- | --- | -- | - | - | - | -- | -- |  |  |  | ----- | ---- |
| 2018 | Hyundai Shell Mobis WRT | Hyundai i20 Coupe WRC | 133 | 3 | 4 | 6 | 53 | 16 | 184 | 10 | 6 | 5 | 6 | 10 | 11 |  |  |  | 84    | 6º   |

| 2019 | Scuderia                | Vettura               |     |   |     |  |   |   |  |    |    |   |   |   |  |  |  |  | Punti | Pos. |
| ---- | ----------------------- | --------------------- | --- | - | --- |  | - | - |  | -- | -- | - | - | - |  |  |  |  | ----- | ---- |
| 2019 | Hyundai Shell Mobis WRT | Hyundai i20 Coupe WRC | Rit | 4 | Rit |  | 2 | 7 |  | 31 | 43 | 6 | 3 | 6 |  |  |  |  | 102   | 4º   |

| 2020 | Scuderia | Vettura                |  |  |  |  |  |  |   |  |  |  |  |  |  |  |  |  | Punti | Pos. |
| ---- | -------- | ---------------------- |  |  |  |  |  |  | - |  |  |  |  |  |  |  |  |  | ----- | ---- |
| 2020 |          | Škoda Fabia Rally2 Evo |  |  |  |  |  |  | 6 |  |  |  |  |  |  |  |  |  | 8     | 15º  |

| Legenda | 1º posto | 2º posto | 3º posto | A punti | Senza punti | Ritirato | Squalificato | NP=Non partito C=Gara cancellata | Apice=Power stage |

### WRC-2
| 2017 | Scuderia         | Vettura        |   |  |  |   |  |     |  |  |  |  |  |  |  |  | Punti | Pos. |
| ---- | ---------------- | -------------- | - |  |  | - |  | --- |  |  |  |  |  |  |  |  | ----- | ---- |
| 2017 | Škoda Motorsport | Škoda Fabia R5 | 1 |  |  | 1 |  | Rit |  |  |  |  |  |  |  |  | 50    | 9º   |

| Legenda | 1º posto | 2º posto | 3º posto | A punti | Senza punti | Ritirato | Squalificato | NP=Non partito C=Gara cancellata | Apice=Power stage |

### WRC-3
| 2015 | Scuderia      | Vettura            |   |   |  |  |   |  |  |   |  |  |   |   |   |  |  |  | Punti | Pos. |
| ---- | ------------- | ------------------ | - | - |  |  | - |  |  | - |  |  | - | - | - |  |  |  | ----- | ---- |
| 2015 | Printsport Oy | Citroën DS3 R3 Max | 3 | 1 |  |  | 5 |  |  | 3 |  |  | 6 | 9 | 1 |  |  |  | 92    | 2º   |

| 2020 | Scuderia | Vettura                |  |  |  |  |  |  |   |  |  |  |  |  |  |  |  |  | Punti | Pos. |
| ---- | -------- | ---------------------- |  |  |  |  |  |  | - |  |  |  |  |  |  |  |  |  | ----- | ---- |
| 2020 |          | Škoda Fabia Rally2 Evo |  |  |  |  |  |  | 1 |  |  |  |  |  |  |  |  |  | 25    | 8º   |

| Legenda | 1º posto | 2º posto | 3º posto | A punti | Senza punti | Ritirato | Squalificato | NP=Non partito C=Gara cancellata | Apice=Power stage |

### Junior WRC
| 2015 | Scuderia      | Vettura            |   |  |  |  |   |  |   |   |  |  |   |   |   |  | Punti | Pos. |
| ---- | ------------- | ------------------ | - |  |  |  | - |  | - | - |  |  | - | - | - |  | ----- | ---- |
| 2015 | Printsport Oy | Citroën DS3 R3 Max | 3 |  |  |  | 5 |  | 3 | 4 |  |  | 4 | 7 | 1 |  | 83    | 2º   |

| Legenda | 1º posto | 2º posto | 3º posto | A punti | Senza punti | Ritirato | Squalificato | NP=Non partito C=Gara cancellata | Apice=Power stage |